# Лави (Варшавський-Західний повіт)
Лави (пол. Ławy) — село в Польщі, у гміні Лешно Варшавського-Західного повіту Мазовецького воєводства.
Населення — 3 особи (2011).
У 1975-1998 роках село належало до Варшавського воєводства.

## Демографія
Демографічна структура станом на 31 березня 2011 року:
|          | Загалом | Допрацездатний вік | Працездатний вік | Постпрацездатний вік |
| -------- | ------- | ------------------ | ---------------- | -------------------- |
| Чоловіки | 3       | 0                  | 1                | 2                    |
| Жінки    | 0       | 0                  | 0                | 0                    |
| Разом    | 3       | 0                  | 1                | 2                    |